# Laxmisagara, Kadur
Laxmisagara là một làng thuộc tehsil Kadur, huyện Chikmagalur, bang Karnataka, Ấn Độ.